# Якоб Брьоннум Скавеніус Еструп
Якоб Брьоннум Скавеніус Еструп (дан. Jacob Brønnum Scavenius Estrup; 16 квітня 1825 — 24 грудня 1913) — данський політик, голова Ради у 1875—1894 роках. Був лідером правої консервативної партії Гьойре, мав прізвисько «Данського Бісмарка».

## Життєпис
Народився у заможній родині поміщика й чиновника. 1844 здобув середню освіту, 1847 року отримав диплом геодезиста. 1846 отримав у спадок маєток, а 1852 придбав ще один. В молодості відзначався слабким здоров'ям (його батьки померли через туберкульоз), зміг вилікуватись лише після кількох поїздок на південь Європи.
Політичну діяльність розпочав 1854 року у фолькетінгу, коли був обраний депутатом. 1864 посів місце у ландстінгу та, будучи лідером партії землевласників, 1866 року брав активну участь у перегляді конституції; його головною метою було надання поміщикам можливості займати більше місць у ландстінгу (верхній палаті парламенті). З 6 листопада 1865 до 18 вересня 1869 року був міністром внутрішніх справ; на тій посаді переймався розширенням залізничної мережі Данії, передачею автошляхів та залізниць до відомства держави, а також комунальним господарством. За його ініціативою, зокрема, були збудовані залізничні лінії від Сканнерборга до Сількеборга й уздовж узбережжя Ютландії до Есб'єрга, який його зусиллями перетворився на крупний експортний порт. 1869 року був змушений тимчасово піти з політики через проблеми зі здоров'ям та навіть відмовився 1870 від посту глави уряду.
З 1875 за підтримки короля очолив данський уряд й отримав право сформувати кабінет, в якому також зайняв пост міністра фінансів. У боротьбі з більшістю фолькетінгу (нижньої палати парламенту) виявив значну енергію, особливо активно протистояв опозиційній партії Венстре. Первинно причиною конфлікту стали вимоги Еструпа щодо виділення значних коштів на фінансування обороноздатності країни, що фолькетінг не підтримав. 1877 року вперше запровадив тимчасове фінансування законів, що формально не потребували затвердження парламентом, у відповідь на часті відхилення з боку Венстре запропонованих урядових бюджетів. Така практика призвела до значного зростання податків, що вилилось у селянські заворушення та загальне загострення політичної ситуації в країні на межі 1880-их і 1890-их років. 1885 року на нього було скоєно невдалий замах типографом Юліусом Расмуссеном, після чого за ініціативою прем'єра було ухвалено закони, що обмежували свободу преси та свободу володіння зброєю, а також розширювали права поліції.
1894 року був змушений піти у відставку, що було умовою компромісу між правим крилом Венстре та поміркованою частиною Гьойре. Після відставки залишився у політиці й активно критикував діяльність «лівих» урядів, особливо виступаючи проти розширення виборчого права 1908 та перегляду конституції 1912.